# آلفنسلبن ۶۹۹۶
سیارک ۶۹۹۶ (به انگلیسی: 6996 Alvensleben، نامگذاری:2222T-2) شش هزار و نهصد و نود و ششمین سیارک کشف شده‌است که در ۲۹ سپتامبر ۱۹۷۳ کشف شد.
قدر مطلق سیارک برابر ۱۲٫۱۰ است.